# 弗兰克·科内特
弗朗西斯·米尔顿·科内特（英語：Francis Milton Kornet，1967年1月27日—），美国NBA联盟前职业篮球运动员。他在1989年的NBA选秀中第2轮第30顺位被密尔沃基雄鹿选中。